# Resolució 2136 del Consell de Seguretat de les Nacions Unides
La Resolució 2136 del Consell de Seguretat de les Nacions Unides fou adoptada per unanimitat el 30 de gener de 2014. El Consell va ampliar les sancions contra grups armats i milícies a l'est de la República Democràtica del Congo durant un any fins l'1 de febrer de 2015.
El representant de Ruanda va rebutjar l'informe del grup d'experts que vigilava el compliment de les sancions perquè el considerava subjectiu i sense fonament. No obstant això, van estar d'acord en l'extensió del grup perquè la supervisió de les sancions havia estat molt important en la lluita contra els grups armats i les FDLR en particular, perpetradors del genocidi de Ruanda.
La mateixa R.D. Congo va considerar les evidències proporcionades pels experts que demostraven que Ruanda i Uganda havien recolzat el Moviment 23 de març. Els seus líders podien moure's lliurement per Uganda i un d'ells era a Europa. El M23 també continuava expandint-se malgrat la promesa d'aturar la violència.

## Detalls
El Consell va prorrogar l'embargament d'armes, sancions financeres i restriccions de viatge contra els líders dels grups i milícies armades i criminals de guerra designats pel Comitè de sancions fins a l'1 de febrer de 2015. El mandat del grup d'experts que supervisava l'aplicació d'aquestes sancions fou prorrogat fins a aquesta data.
Els grups armats que estaven actius a l'est del Congo van ser condemnats novament. Es va instar a les Forces Democràtiques per a l'Alliberament de Ruanda, les Forces Democràtiques Aliades, l'Exèrcit de Resistència del Senyor i diversos grups Mai Mai a cessar immediatament la violència, desmantellar-se i desmobilitzar els nens a les seves files. Els països de la regió s'havien d'assegurar que aquests grups no rebessin cap suport.